# Tlif
A TLIF (Taxa de Licença de Localização, Instalação, Funcionamento e Fiscalização) é uma taxa, uma espécie de tributo, que é devida em decorrência do poder de polícia do município, a limitar ou disciplinar direito, interesse ou liberdade, com o objetivo de regular o exercício de atividades ou a prática de atos dependentes de prévia concessão ou autorização devido ao interesse público. Ela é cobrada com essa denominação em diversos municípios brasileiros, como São Paulo (onde já teve sua constitucionalidade questionada), e Teresina.